# آرسونی
آرسونی (به فرانسوی: Arçonnay) یک کمون در فرانسه است که در سارت (فرانسه) واقع شده‌است. آرسونی ۷٫۸۵ کیلومتر مربع مساحت دارد ۱۴۴ متر بالاتر از سطح دریا واقع شده‌است.